# カール・ワーナー
カール・ワーナー（Karl DeWitt Warner、1908年6月23日 - 1995年9月5日）は、アメリカ合衆国の陸上競技選手である。彼は1932年に開催されたロサンゼルスオリンピックの男子4×400メートルリレー走で金メダルを獲得した。

## 経歴
イェール大学出身のワーナーは、1932年6月に400メートル走で自己最高記録となる47秒55を出してオリンピックに臨んだ。
ロサンゼルスオリンピックでは4×400メートルリレー走にのみ出場して、アメリカ代表チーム（イバン・フクア、エドガー・アブロビッチ、ワーナー、ビル・カーの4名で構成されていた）の一員となり、第3走者を任された。アメリカ代表チームは8月6日に実施された予選1組で、世界記録となる3分11秒8出して翌日の決勝に進んだ。決勝では、前日の記録をさらに更新する3分8秒14の世界新記録を出して、金メダル獲得を果たすことになった。